# The Surfer
The Surfer è un film del 2024, diretto da Lorcan Finnegan, scritto da Thomas Martin e interpretato da Nicolas Cage.

## Distribuzione
Il film è stato presentato in anteprima nella sezione Proiezioni di mezzanotte al 77º Festival di Cannes il 18 maggio 2024 e distribuito nelle sale nordamericane dal 1º maggio 2025.

## Accoglienza

### Incassi
Il film ha incassato poco più di 2 milioni di dollari.

### Critica
Su Rotten Tomatoes 167 critici esprimono un gradimento dell'84%, su Metacritic il voto medio di 29 critici è di 67/100. In Italia Teo Youssoufian su CineFacts lo elogia parlando di "un racconto tanto semplice quanto magnetico e inesorabile nella sua discesa verso l'inferno". Antonio D'Onofrio su Sentieri Selvaggi nota che "pur con delle evidenti lacune nella sceneggiatura e qualche eccesso concettuale, trova un percorso alternativo nella sospensione tra reale ed irreale".